# Polen ved sommer-OL 1928
Polen deltager i Sommer-OL 1928. 93 Sportsudøvere, 82 mænd og 11 kvinder fra Polen deltog i 11 sportsgrene under Sommer-OL 1928 i Amsterdam. Polen kom på en 21. plads med en guld- en sølv- og tre bronzemedaljer. 

## Medaljer
| 1928 Amsterdam | Guld | Sølv | Bronze | Total |
| Polen          | 1    | 1    | 3      | 5     |

## Medaljevindere
| Polen Polen OL 1928 i Amsterdam | Polen Polen OL 1928 i Amsterdam                                                          | Polen Polen OL 1928 i Amsterdam | Polen Polen OL 1928 i Amsterdam | Polen Polen OL 1928 i Amsterdam |
| Medaljer                        | Udøver                                                                                   | Sport                           | Øvelse                          | Resultat                        |
| ------------------------------- | ---------------------------------------------------------------------------------------- | ------------------------------- | ------------------------------- | ------------------------------- |
| Guld                            | Halina Konopacka                                                                         | Atletik                         | Diskoskast, damer               | 39,62 m                         |
| Sølv                            | Kazimierz Gzowski Kazimierz Szosland Michal Antoniewicz                                  | Hestesport                      | Ridebanespringning, hold        | 8 prikker                       |
| Bronze                          | Józef Trenkwald Michał Antoniewicz Karol Rómmel                                          | Hestesport                      | feltridning, hold               | 5067,92                         |
| Bronze                          | Franciszek Bronikowski Edmund Jankowski Leon Birkholc Bernard Ormanowski Boleslaw Drewek | Roning                          | fire med styrmand               | 7.12,8 min                      |

## Links
- http://www.aafla.org/5va/reports_frmst.htm Arkiveret 4. februar 2012 hos  Wayback Machine
- den internationale olympiske komites database for resultater under OL (engelsk)